# MIZUHO (プロレスラー)
MIZUHO（みずほ、女性、1990年11月10日）は、日本の元プロレスラー。現在はYouTuber、ゲーム実況者であり、一時期は音楽ユニット・SEXY PANICとして活動していたアーティスト・ボーカリストでもある。

## 経歴
- 0歳の頃からモデルを始め、小学生の頃よりライブ活動やラジオパーソナリティーを始める。

2014年
- ミラーボール佐藤とSEXY PANICを結成。都内を中心にライブ活動を始める。
- 元よりプロレス好きだったため、女子プロレスラーを目指して東京女子プロレスの甲田哲也代表に直訴。「2014年黄金(ゴールデン)オーディション」に参加し合格、練習生となる。

2015年
- 2月28日、ハイパーミサヲとのタッグでデビュー（相手はKANNA&木場千景）。キャッチフレーズは旧グループ名を引き継いだ“セクシーパニック”[2]。
- 10月、YouTube内のチャンネル、MIZUHO TVを開始。主にホラーゲームなどのゲーム実況を配信している。
- 10月12日、新宿FACE大会でのハイパーミサヲとのシングルマッチでシングル初勝利。

2017年
- 1月11日、病気療養のため東京女子プロレスを卒業[3]

## 人物・エピソード
- 好きな食べ物は生牡蠣とバナナ。バナナは試合の入場パフォーマンス時に観客へ毎回プレゼントしている。
- 幼少よりマイケル・ジャクソン、髙橋真梨子、和田アキ子、ケツメイシの熱烈なファンである。
- ジャパニーズ・ヒップホップが好きである事を公言している。
- ラッパ我リヤの山田マンとNO-T za 侠龍、DJ JUNESTIRによるHIPHOPグループ、アンチョビ ボーズ ハーモニーのあふれてるのPVに出演した経歴がある。
- 好きな男性のタイプは竹内力とGuns N' Rosesのスラッシュとアクセル・ローズ
- NHKのドキュメント72時間、「日焼けサロン 小麦色の理由」にてインタビュー出演した。
- 大の新日本プロレスファンで、好きなレスラーは内藤哲也[4]。
- 好きな体位はバック、特にアナルが好き[4]。亀頭大きい人好き。好きなAV女優は染谷京香と風間ゆみ[4]。
- 一時期、「ローションMIZUHO」への改名も検討していた[4]。

## 得意技
スティンキーフェイス
コーナーでのヒッププッシュ
KISS MY ASS
変形のキルスイッチ
セントーン

## 入場曲
ウーマナイザー(ブリトニー・スピアーズ)